# Postgaardi mariagerensis
Postgaardi mariagerensis (лат.) — вид протистов из типа эвгленозоев, единственный в роде Postgaardi.
В 2001 году Brandt выделил род в отдельный отряд Postgaardida и класс Postgaardea, хотя в 2009 году высказывалось мнение о том, что вид Postgaardi mariagerensis может быть включён в род Calkinsia.

## Экология
Postgaardi mariagerensis обитает глубоко на морском дне, в условиях низкого содержания кислорода.